# Джуліан Баджині
Джуліан Баджіні (англ. Julian Baggini, 9 вересня 1968, Фолкстон) — британський філософ і журналіст, автор науково-популярних книжок з філософії.

## Біографія
Народився у Фолкстоні 9 вересня 1968 року в родині емігранта з Італії та матері-англійки. Виріс в Кенті й закінчив «Harvey Grammar School» у Фолькстоні.
Вивчав філософію в Університетському коледжі Лондона, де 1996 року здобув ступінь доктора філософії, захистивши дисертацію на тему персональної ідентичності.
Редактор і співзасновник «Філософського журналу» (англ. The Philosophers Magazine). Володар престижної премії з філософії Лондонського університету.
Автор книги «Свиня, яка хотіла, щоб її з'їли. Цікаві філософські загадки» (англ. The Pig that Wants to be Eaten: And Ninety-Nine Other Thought Experiments). Публікується в центральній британській пресі та розробляє наукові програми для ВВС. Регулярно виступає колумністом у газеті «The Guardian»

## Твори
- How The World Thinks: A Global History Of Philosophy — Granta, 2018 ISBN 978-1783782284
- A Short History of Truth — Quercus, 2017 ISBN 978-1-78648-888-6
- Freedom Regained: The Possibility of Free Will — Granta Books, 2015
- The Ego Trick: What Does It Mean To Be You? — Granta Books, 2011
- Really Really Big Questions about Faith — Kingfisher (children's book), 2011 ISBN 9780753431511
- Should You Judge This Book by Its Cover? — Granta, 2009
- The Duck That Won the Lottery: And 99 Other Bad Arguments (published in paperback in UK as Do They Think You're Stupid?) — Granta, 2008 ISBN 978-1-84708-083-7
- Complaint: From Minor Moans to Principled Protests — Profile Books, 2008. ISBN 978-1-84668-057-1
- Secular Believers — BBC Two, 2007
- Welcome to Everytown: a journey into the English mind — Granta, 2007.
- The Ethics Toolkit: A Compendium of Ethical Concepts and Methods, Blackwell, 2007 (co-written with Peter S. Fosl) ISBN 978-1-4051-3231-2
- Do You Think What You Think You Think? — Granta, 2006 (co-written with Stangroom, J.)
- The Pig that Wants to be Eaten and 99 other thought experiments — Granta, 2005.
- What's It All about? Philosophy and the meaning of life — Granta, 2004.
- Making Sense: Philosophy Behind the Headlines — Oxford University Press, 2002.
- Atheism: A Very Short Introduction — Oxford University Press, 2003. ISBN 978-0-19-280424-2
- Philosophy: Key Themes — Palgrave Macmillan, 2002.
- Philosophy: Key Texts — Palgrave Macmillan, 2002.
- The Philosopher's Toolkit: A Compendium of Philosophical Concepts and Methods — Blackwell, 2002 (co-written with Peter S. Fosl) ISBN 978-1-4051-9018-3
- Great Thinkers A-Z — Continuum, 2004 (co-written with Stangroom, J. (eds.))
- What Philosophers Think — Continuum, 2003 (co-written with Stangroom, J. (eds.))
- New British Philosophy: The interviews — Routledge, 2002 (co-written with L.Alpeart (eds.)).